# Син Хи Соп
Син Хи Соп (кор. 신희섭; род. 29 июля 1964, Сеул) — южнокорейский боксёр, представитель наилегчайшей весовой категории. Выступал на профессиональном уровне в период 1980—1987 годов, владел титулом чемпиона мира по версии IBF, был претендентом на титул чемпиона мира по версии WBA.

## Биография
Син Хи Соп родился 29 июля 1964 года в Сеуле, Южная Корея.
Дебютировал в боксе на профессиональном уровне в ноябре 1980 года. Выходил на ринг достаточно часто, в течение года провёл 14 поединков, из которых проиграл только один — по очкам уступил соотечественнику Чан Джон Гу, будущему чемпиону мира.
В январе 1983 года завоевал титул чемпиона Восточной и тихоокеанской боксёрской федерации (OPBF), который впоследствии неоднократно защищал.
Благодаря череде удачных выступлений в 1983 году удостоился права оспорить титул чемпиона мира в наилегчайшей весовой категории по версии Всемирной боксёрской ассоциации (WBA), который на тот момент принадлежал аргентинцу Сантосу Ласьяру. Тем не менее, уже в первом раунде Ласьяр нанёс Сину поражение техническим нокаутом.
Проведя ещё несколько поединков и поднявшись в рейтингах, в 1986 году Син Хи Соп заполучил титул чемпиона мира по версии Международной боксёрской федерации (IBF), выиграв техническим нокаутом в пятнадцатом раунде у соотечественника Чон Би Вона.
Впоследствии сумел один раз защитить полученный чемпионский пояс, но в рамках второй защиты в феврале 1987 года техническим нокаутом в пятом раунде проиграл филиппинцу Доди Бою Пеньялосе, после чего принял решение завершить карьеру профессионального спортсмена. В общей сложности провёл на профи-ринге 41 бой, из них 37 выиграл (в том числе 22 досрочно), 3 проиграл, тогда как в одном случае была зафиксирована ничья.